# Бета функція прискорювача
Бета функція у фізиці прискорювачів відноситься до поперечного розміру пучка частинок у точці s вздовж траєкторії пучка. По суті, це огинальна всіх траєкторій частинок, що циркулюють в прискорювачі. Вона залежить від поперечного розміру пучка як:
{\displaystyle \beta (s)={\frac {\sigma (s)^{2}}{\epsilon }}}
де s — точка вздовж траєкторії пучка, вважається, що пучок в поперечній площині розподілений по гаусіану, де {\displaystyle \sigma (s)} ширина цього розподілу, а {\displaystyle \epsilon } емітанс пучка, що зазвичай вважається константним вздовж траєкторії.
Зазвичай бета функції використовуються для двох перпендикулярних напрямів у поперечній площині до руху пучка.

## Принагідно
- Бетатрон коливання